# Lư Diên Xương
Lư Diên Xương (giản thể: 卢延昌; phồn thể: 盧延昌, ? - 911) là người cai quản Kiền châu vào đầu thời Ngũ Đại Thập Quốc trong lịch sử Trung Quốc.
Cha ông là Lư Quang Trù, là người Nam Khang. Năm 885, Lô Quang Trù chiếm được Kiền châu, tự xưng là thứ sử. Năm 902, sau khi Lô Quang Trù chiếm được Thiều châu, ông ta giao châu này lại cho Lô Diên Xương trấn thủ.
Năm 910, Lư Quang Trù lâm bệnh, ông ta muốn nhường chức thủ lĩnh cho Đàm Toàn Bá, song Đàm Toàn Bá từ chối. Sau đó, khi Lô Quang Trù qua đời, Lô Diên Xương từ Thiều châu đến chịu tang, Đàm Toàn Bá ủng hộ Lô Diên Xương làm người kế nhiệm. Ngô vương Dương Long Diễn sau đó khiển sứ đến phong chức Kiền châu thứ sử cho Lô Diên Xương. Tuy nhiên, thông qua Sở vương, Lô Diên Xương cũng gửi mật biểu cho triều đình Hậu Lương, nói rằng: Thần nhận chức quan của Hoài Nam là để trì hoãn âm mưu của họ, mong giúp triều đình kinh lược Giang Tây
Hậu Lương Thái Tổ sau đó bổ nhiệm Lư Diên Xương làm Trấn Nam lưu hậu, song Trấn Nam quân đương thời thuộc lãnh thổ Ngô. Lô Diên Xương cho bộ tướng Liêu Sảng (廖爽) kế nhiệm ông giữ chức Thiều châu thứ sử.
Lư Diên Xương ham du hành săn bắn quá mức, đến tháng 12 ÂL thì bị Bách Thắng quân chỉ huy sứ Lê Cầu (黎球) ám sát, Lê Cầu đoạt lấy quyền cai quản Kiền châu.